# Копорська оперативна група
Копорська оперативна група (рос. Копорская оперативная группа) — оперативна група радянських військ, що брала участь в обороні Ленінграда. Оперативна група була створена з частин, що оборонялися на північному фасі Лузького оборонного рубежу — системі радянських укріплень, що простягалася на 276 кілометрів від Нарвської затоки, по річках Луга, Мшага, Шелонь до озера Ільмень з метою не допустити прориву військ німецької групи армій «Північ» на північний схід у напрямку Ленінграда.

## Історія
Після виділення зі складу Лузької оперативної групи смуга оборони військ Кінгісеппської ділянки оборони була визначена від Нарвської затоки біля станції Преображенка і далі по річці Луга через Кінгісепп приблизно до Толмачово. Основним завданням військ, що тримали оборону ділянки було не допустити прориву формувань вермахту з півдня уздовж Гдовського шосе на Нарву і через Кінгісепп на Ленінград.
Уночі з 13 на 14 липня 1941 року в основній смузі оборони району зав'язалися бої, коли моторизовані частини 41-го моторизованого корпусу Георга-Ганса Райнгардта, здійснивши марш з-під Луги, захопили перший плацдарм на річці поблизу села Івановське, а 15 липня 1941 року — в районі Сабська.
8 серпня 1941 року з цих плацдармів розпочався наступ німецьких військ на Ленінград. 9 серпня 1941 року 1-ша танкова дивізія Вальтера Крюгера зуміла прорвати позиції Кінгісеппської ділянки оборони поблизу плацдарму у Великого Сабська, і розвиваючи наступ, вийти в тил радянським військам, що оборонялися біля Івановського. Вже 14 серпня 1941 року німецькі частини перерізали залізницю Красногвардейськ — Кінгісепп, 16 серпня опанували станцію Волосово. Таким чином, війська Кінгісеппської ділянки виявилися в напівкільці. У середині серпня відбувалися бої за Кінгісепп і Веймарн. На північ від Кінгісеппа активні бойові дії почалися тільки в середині серпня 1941 року, з залишенням Кінгісеппа і наступом німецьких військ з півдня і підходом військ 18-ї польової армії з заходу і залишенням Нарви.
25 серпня 1941 Кінгісеппську ділянку оборони перейменували на Копорську оперативну групу, яка мала завдання не допустити захоплення південного узбережжя Фінської затоки поблизу Котли, Копор'є, Оранієнбаум. Однак німецькі війська продовжували наступ, витісняючи частини Копорської оперативної групи на північ. 1 вересня німці здобули Копор'є. На той час частини оперативної групи вели бої, відступаючи до Оранієнбауму.
3 вересня 1941 року управління Копорської оперативної групи було розформовано, а війська передані на укомплектування 8-ї армії Ленінградського фронту.

## Формування Копорської оперативної групи
| № | Назва                      | Сформована                       | У складі                             | Час існування              | Бойовий шлях битви, операції, бої           | Бойовий шлях битви, операції, бої | Склад                     | Подальша доля | Командувачі   |
| № | Назва                      | Сформована                       | У складі                             | Час існування              | Оборонні                                    | Наступальні                       | Склад                     | Подальша доля | Командувачі   |
| - | -------------------------- | -------------------------------- | ------------------------------------ | -------------------------- | ------------------------------------------- | --------------------------------- | ------------------------- | ------------- | ------------- |
| 1 | Копорська оперативна група | з Кінгісеппської ділянки оборони | Північний фронт Ленінградський фронт | 25 серпня — 3 вересня 1941 | Ленінград → Ленінградська оборонна операція | Не брала участі                   | окремі стрілецькі дивізії | розформована  | Семашко В. В. |